# Крупнов, Юрий Васильевич
Ю́рий Васи́льевич Крупно́в (род. 25 мая 1961, Электросталь) — российский государственный, политический и общественный деятель. Писатель и публицист. Член Федерального Совета Всероссийской политической партии «Партия Дела». Председатель Движения Развития, председатель Наблюдательного совета некоммерческой организации Института демографии, миграции и регионального развития, лауреат премии Президента Российской Федерации в области образования, действительный государственный советник Российской Федерации 3 класса.

## Биография
- 1984 — окончил сельскохозяйственный факультет Университета дружбы народов имени Патриса Лумумбы (отделение агрономии, специализация «биофизика и физиология растений»).
- 1984—1985 — служил рядовым в Вооружённых силах СССР.
- 1986—1988 — учитель биологии и английского языка в средней школе № 24 пос. Обухово Ногинского района Московской области.
- 1988—1989 — учёный секретарь Временного научно-исследовательского коллектива «Школа» Государственного комитета СССР по образованию.
- 1989—2000 — работал в Российской академии образования (РАО), откуда в должности заместителя директора Центра региональной политики развития образования Российской академии образования был приглашён на работу в Министерство образования Российской Федерации советником Управления информационных и образовательных технологий.
- 2000—2002 — начальник отдела научно-методического обеспечения развития образования Управления информационных технологий в образовании Министерства образования Российской Федерации.
- 2002—2004 — специалист отдела инновационных проектов департамента внешних связей ФГУП «Российская телевизионная и радиовещательная сеть».
- 2004—2005 — помощник депутата Государственной Думы Федерального Собрания Российской Федерации.
- Июнь 2007 — август 2008 — Помощник Полномочного представителя Президента Российской Федерации в Дальневосточном федеральном округе.
- C августа 2008 года — председатель Наблюдательного совета Института демографии, миграции и регионального развития.
- С 2012 года — президент Национальной ассоциации реабилитационных центров.

## Образовательная деятельность
В 1996 году организовал общество с ограниченной ответственностью «Институт учебника «Пайдейя». В 1996—2000 гг. Институтом учебника «Пайдейя» разработаны и выпущены экспериментальные учебники по различным предметам и метапредметам, включая 1 сетевой электронный учебник (интернет-учебник) «Проблемы энергоэффективности», а также организовано более 10 научно-образовательных и социальных интернет-проектов.
В 2000 году «За создание практической модели региональной системы разработки и издания учебно-методических средств для обеспечения функционирования и развития образования в г. Москве» (Указ Президента Российской Федерации от 30 сентября 2000 года № 1718) в составе коллектива стал лауреатом премии Президента Российской Федерации в области образования. В основе указанной модели лежит программа Института учебника «Пайдейя» – «Московский учебник — 2000».
Ответственный редактор коллективных монографий:
- Школа персонального образования (2003)
- Управление качеством образования (2003)
- Технологии социальной работы с семьёй и детьми (2003)

## Общественная деятельность
В 1992 году организовал издание альманаха межрегиональной государственности «Россия-2010». В 1993—1997 гг. вышло 7 номеров, посвящённых различным направлениям развития науки, промышленности, обороны, безопасности и образования.
В октябре 2001 года организовал общественное объединение «Образовательное общество», в июне 2002 года общественное движение «Партия России», в июле 2005 — межрегиональное общественное «Движение развития».
В июле 2006 года был избран председателем Организационного комитета по подготовке, созыву и проведению учредительного съезда политической партии с предполагаемым наименованием «Партия развития». 14 октября 2006 г. учредительный съезд Партии развития избрал Юрия Крупнова председателем партии. Однако в мае 2007 года партии было отказано в регистрации.
Руководитель разработки проектов «Новая Восточная политика», «Новый Средний Восток», «Дальневосточный космический кластер на базе космодрома Восточный (Свободный)», «Альтернативная усадебная урбанизация», «Тысяча новых городов для России», «Афганская политика России», «Северная цивилизация», «Промышленная доктрина России», «Ядерная доктрина России», «Демографическая доктрина России», «Кавказская доктрина России», «Идентификационная безопасность в системах применения консциентального оружия», «Личность», «Восточный коридор развития» и др., автор многочисленных статей по различным проблемам развития страны.
Является экспертом Московского экономического форума.

### Демографическая политика
В марте 2005 г. Юрий Крупнов разработал и представил проект Демографической доктрины России, в которой вскрыл и сформулировал демографическую проблему России и предложил проект её решения:
В настоящее время в Российской Федерации наблюдается эпидемия сверхсмертности и чрезвычайно низкой рождаемости. Без всякого преувеличения следует сказать: Россия вымирает.
Это требует определить ситуацию как чрезвычайную, как демографическую катастрофу и цивилизационный вызов народам России и самому будущему нашей страны. Если мы ничего не будем предпринимать, то уже в ближайшие десятилетия Россия исчезнет с карты мира по демографическим причинам.

Ежегодно страна теряет от 500 тысяч до 1 миллиона человек — т.е. около 0,5 процента населения. А в центральных областях европейской части России ежегодные потери составляют до 1,0 и более процента.

### Космодром «Восточный»
В 2005 г. Министерство обороны Российской Федерации приняло решение о закрытии космодрома «Свободный» в Амурской области и ликвидации ЗАТО Углегорск, которое обслуживало его работу. В этой ситуации Юрием Крупновым была развёрнута активная борьба за сохранение космодрома.
В январе 2006 г. в своей брошюре «Солнце в России восходит с Востока. Развитие страны следует начинать с Дальнего Востока» Юрий Крупнов публично озвучил важность космодрома Свободный в Амурской области для опережающего развития Дальнего Востока и создания целостной научно-образовательно-промышленной системы развития отечественной космонавтики. В декабре 2006 года для сохранения космодрома Свободный Юрий Крупнов предложил создать на базе имеющейся стартовой инфраструктуры космодрома развёрнутой программы коммерческих запусков космических спутников. 19 февраля 2007 года ИА «Росбалт» опубликовало интервью Юрия Крупнова, в котором было представлено обоснование необходимости создания на основе космодрома Свободного первого и лучшего в мире национального космодрома России. В апреле 2007 г. в Благовещенске Юрий Крупнов представил вниманию общественности доклад «Создание на базе космодрома „Свободный“ Свободненского Дальневосточного космического кластера».
В результате его совместных усилий с государственными чиновниками в середине 2007 г. руководством страны было принято решение об изучении возможности строительства нового российского гражданского космодрома. Для строительства нового космодрома комиссией была выбрана Амурская область. 6 ноября 2007 года Президент Российской Федерации подписал указ о создании космодрома «Восточный» на базе расформированного военного космодрома «Свободный». Эта деятельность по сохранению и развитию космодрома была отмечена в августе 2008 г. Федерацией космонавтики России, которая наградила Юрия Крупнова медалью имени С. П. Королёва «за вклад в сохранение и развитие космической деятельности на Дальнем Востоке».

### Российско-Афганский Форум
14 мая 2009 года под руководством Юрия Крупнова Институт демографии, миграции и регионального развития при поддержке Министерства иностранных дел, Совета Федерации и Министерства промышленности и торговли РФ организовал проведение в Москве Российско-Афганского Форума, посвящённого 90-летию установления дипломатических отношений между Россией и Афганистаном. Одним из главных приглашённых гостей был принц Абдул Али Серадж, племянник короля Афганистана Амануллы-хана, в период правления которого и были установлены дипломатические отношения между Россией и Афганистаном.
В работе Форума приняла участие представительная делегация из Афганистана в количестве 35 человек, включая вице-президента страны Карима Халили, министра по борьбе с наркотиками генерала Ходайдада, заместителя министра культуры Гулама Наби Фарахи, заместителя министра образования Мохаммада Седика Патмана, ряд крупных афганских чиновников, вице-спикера сената Афганистана Бурхануллу Шинвари, главу сенатского комитета по международным делам Мохаммада Алама Издияра, влиятельных сенаторов и парламентариев Афганистана, председателя провинциального совета Балха Фархада Азими, государственного деятеля и поэта Сулеймана Лаека, президента телеканала «Шамшад», вещающего на языке пушту, Фазеля Карима Фазеля, и многих других политиков и общественных деятелей.
Российская сторона на Форуме была представлена Заместителем Председателя Правительства РФ Игорем Сечиным, секретарём Совета Безопасности РФ Николаем Патрушевым, председателем Государственного антинаркотического комитета и директором ФСКН Виктором Ивановым, заместителем министра промышленности и торговли РФ С. А. Наумовым, а также другими представителями федеральных и региональных органов исполнительной и законодательной власти.
В экономических мероприятиях Российско-Афганского Форума приняли участие более 60 афганских предпринимателей, представляющих как крупные, так и средние и малые афганские компании. Российский бизнес был представлен заместителем председателя правления «Внешэкономбанка» П. М. Фрадковым, вице-президентом "АК «Транснефть» М. В. Барковым, членом правления ГК «Ростехнологии» Ю. Н. Коптевым, руководителем дирекции внешнеэкономической деятельности со странами Дальнего Востока ОАО «ИНТЕР РАО ЕЭС» М. В. Селиховым, руководителем дирекции по зарубежным проектам ОАО «РусГидро» А. Л. Стремоусовым, генеральным директором ОАО «Инженерный центр ЕЭС» С. И. Сеу, заместителем начальника департамента внешнеэкономической деятельности ОАО «Газпром» С. В. Балашовым и другими представителями ведущих российских корпораций и фирм.
Российско-Афганский Форум был первым двусторонним мероприятием такого масштаба за двадцать лет и, по утверждению самого Крупнова, оказал гигантский эффект на улучшение и интенсификацию отношений между Россией и Афганистаном. За организацию и проведение этого Форума Юрий Крупнов получил благодарственное письмо от руководителя Администрации Президента Афганистана Мухаммада Омара Даудзая:

«БЛАГОДАРНОСТЬ
Председателю Наблюдательного совета Института демографии, миграции и регионального развития Российской Федерации господину Юрию Крупнову!
С того дня, как Вами и Вашими коллегами начаты усилия по улучшению отношений между Российской Федерацией и Исламской Республикой Афганистан, Ваши усилия остаются для нас достойными уважения. Надеемся, что Вы и Ваши коллеги, деятели науки будут работать на укрепления отношений народов двух стран, и Ваши усилия станут предпосылкой восстановления многих сфер жизни в Афганистане.
Руководство Исламской Республики Афганистан высоко ценит Ваши усилия, выражает Вам, Вашим коллегам и сотрудникам Благодарность и желает Вам успехов.
С уважением,
Мухаммад Омар Даудзай,
руководитель Администрации Президента
Исламской Республики Афганистан»

## Критика
Подвергался критике известным российским демографическим интернет-журналом Демоскоп Weekly за некомпетентность в демографических вопросах, в частности за то, что предлагал силовым ведомствам заняться демографическими проблемами и провести расследование того, кто именно и для каких целей организовал операцию с условным названием «Мигранты спасут Россию».

## Основные труды
- Крупнов Ю. В., Калашников М. Гнев орка. — М.: АСТ, 2003.
- Крупнов Ю. В., Калашников М. Оседлай молнию! — М.: АСТ, 2003.
- Крупнов Ю. В. Стать мировой державой. — М.: Эксмо, 2003.
- Крупнов Ю. В. Россия между Западом и Востоком. Курс Норд-Ост. — СПб.: Нева, 2004.
- Кривов А., Крупнов Ю. В. Дом в России. Национальная идея. — М.: Олма-Пресс, 2004.
- Крупнов Ю. В. Солнце в России восходит с Востока. — М.: Молодая гвардия, 2006.
- Громыко Ю. В., Крупнов Ю. В. Транспортное цивилизационное продвижение — конкретный сценарий развития России. — М.: Институт мирового развития, 2007.
- Крупнов Ю. В. и др. Путь к миру и согласию в Афганистане определяется позицией, которую займёт Россия. — М.: ИДМРР, 2008.

## Награды
- 2000 — Лауреат премии Президента Российской Федерации в области образования.
- 2008 — Медаль имени С. П. Королёва за вклад в сохранение и развитие космической деятельности на Дальнем Востоке России.
- 2009 — Благодарственное письмо от руководителя Администрации Президента Исламской Республики Афганистан за усилия по улучшению отношений между Россией и Афганистаном.